# ベンヤミン・ビルゼ
ベンヤミン・ビルゼ（Benjamin Bilse, 1816年8月17日 - 1902年7月13日）は、ドイツの指揮者、作曲家。

## 生涯
ビルゼはプロイセンのシュレージエン州リーグニッツ（現ポーランド・レグニツァ）に生まれた。ウィーン音楽院においてヴァイオリニストのヨーゼフ・ベームの下で恵まれた音楽教育を受けた彼は、ヨハン・シュトラウス1世のオーケストラで演奏した。リーグニッツに戻った彼は1842年に町のカペルマイスターに就任した。
ビルゼは1867年からベルリンのライプツィヒャー・シュトラーセにあるベルリン・コンサートハウス（Berliner Concerthaus ）でビルゼ楽団（Bilse'sche Kapelle）を組織して定期的に演奏した。このオーケストラは次第に人気を獲得していき、ビルゼはヨーロッパ中を演奏旅行して周りサンクトペテルブルク、リガ、ワルシャワ、アムステルダム、ウィーンで演奏会を開いた。このオーケストラは1867年にパリで行なわれた万国博覧会に出演し、ヨハン・シュトラウス2世と共にワルツ『美しく青きドナウ』を演奏している。1873年にはリヒャルト・ワーグナーがこのオーケストラの指揮台に上がり、ドイツ皇帝ヴィルヘルム1世の御前で演奏を披露した。
1882年にビルゼと対立したビルゼバンドの54人の奏者がビルゼの元を離れ、ルートヴィヒ・フォン・ブレナーを指揮者に立ててベルリン・フィルハーモニー管弦楽団を設立した。この数年後に引退してリーグニッツに戻り、同地で生涯を閉じた。

## 作品
作曲家としてのビルゼはおびただしい数のワルツ、ポルカ、カドリーユ、行進曲などを作曲し、そのうち42作品が出版された。